# River Brede
River Brede är ett vattendrag i Storbritannien.   Det ligger i grevskapet East Sussex och riksdelen England, i den sydöstra delen av landet, 90 km sydost om huvudstaden London.